# Мурый голубь
Мурый — порода голубей. Происхождение этих голубей не выяснено. Некоторые высказывают мнение, что это отводок от николаевских. Другая версия - что выведены эти голуби в результате сложного скрещивания пяти типов голубей.
Основной цвет оперения - белый, а по нему асимметрично разбросаны цветные перья: красные, черные, желтые, цвета кофе. Мурые выделяются сильной привязанностью к своему жилью. Туловище массивное, конституция крепкая. Голова гладкая, клюв средней длины. Глаза темно-коричневые. Крылья сильные, лежат на хвосте, ноги неоперенные. Встречаются отдельные экземпляры, выдерживающие вертикальный полет, но с широким кругом.